# Powiat Diepholz
Powiat Diepholz (niem. Landkreis Diepholz) – powiat w niemieckim kraju związkowym Dolna Saksonia. Siedziba powiatu znajduje się w mieście Diepholz.

## Podział administracyjny
Powiat Diepholz składa się z:
- 5 miast
- 3 samodzielnych gmin (niem. Einheitsgemeinde)
- 7 gmin zbiorowych (Samtgemeinde)

Miasta:
| Lp. | Nazwa miasta | Ludność (31.12.2008) | Powierzchnia km² |
| --- | ------------ | -------------------- | ---------------- |
| 1   | Bassum       | 16.125               | 169,00           |
| 2   | Diepholz     | 16.553               | 104,45           |
| 3   | Sulingen     | 12.793               | 110,61           |
| 4   | Syke         | 24.425               | 127,89           |
| 5   | Twistringen  | 12.417               | 114,22           |

Gminy samodzielne:
| Lp. | Nazwa gminy | Ludność (31.12.2008) | Powierzchnia km² |
| --- | ----------- | -------------------- | ---------------- |
| 1   | Stuhr       | 33.200               | 81,65            |
| 2   | Wagenfeld   | 6.893                | 117,35           |
| 3   | Weyhe       | 30.316               | 60,25            |

Gminy zbiorowe:
| Lp. | Nazwa gminy        | Ludność (31.12.2008) | Powierzchnia km² | Liczba gmin |
| --- | ------------------ | -------------------- | ---------------- | ----------- |
| 1   | Altes Amt Lemförde | 7.711                | 109,62           | 7           |
| 2   | Barnstorf          | 11.764               | 205,76           | 4           |
| 3   | Bruchhausen-Vilsen | 17.002               | 227,05           | 4           |
| 4   | Kirchdorf          | 7.708                | 179,69           | 6           |
| 5   | Rehden             | 5.705                | 127,23           | 5           |
| 6   | Schwaförden        | 6.930                | 149,36           | 6           |
| 7   | Siedenburg         | 4.837                | 103,01           | 5           |

## Zmiany administracyjne
- 1 listopada 2011
  - przyłączenie gminy Engeln do miasteczka Bruchhausen-Vilsen
- 1 listopada 2016
  - przyłączenie gminy Süstedt do miasteczka Bruchhausen-Vilsen